# 겨이삭속
벤트그래스는 잔디 중에서 가장 품질이 좋은 잔디로 골프장에 이용되는 품종이다. 한지형으로 서늘할 때에 생육이 왕성하여 한국에서는 3 ~ 12월의 10개월간 푸른 상태를 유지한다. 불완전 포복형으로 잎은 나비 2 ~ 3mm이나, 잎의 길이가 20 ~ 30cm이며 출수 개화하면 높이가 50 ~ 60cm로 자란다. 답압에 약하지만 재생력이 강해서 답압에 의한 피해는 크지 않다. 병충해에 가장 약하다.